# 성곡언론문화재단
성곡언론문화재단은 신문․통신 및 방송국에 종사하는 언론인들의 자질 향상을 기하고 언론 및 문화의 건전한 신장에 기여하기 위하여 1965년 9월 13일 설립된 문화체육관광부 소관의 재단법인이다. 사무실은 서울특별시 종로구 새문안로 92, 1118, 1119호 (신문로1가, 광화문오피시아빌딩)에 있다.

## 주요 사업
- 중견언론인에 대한 해외유학 장학금 및 시찰비용 보조
- 언론인 재교육 및 언론․문화 창달 육성